# Václav Svěrkoš
Václav Svěrkoš (Třinec, 1 november 1983) is een Tsjechisch voormalig voetballer en international. Hij maakte op Euro 2008 het eerste doelpunt. Dat was tevens zijn eerste doelpunt voor het nationale elftal.

## Loopbaan
Clubs
| Land        | Jaar      | Competitie              | Club                     | Wedstrijden | Goals |
| ----------- | --------- | ----------------------- | ------------------------ | ----------- | ----- |
| Tsjechië    | 2001-2003 | 1. česká fotbalová liga | FC Baník Ostrava         | 26          | 14    |
| Duitsland   | 2003-2005 | Bundesliga              | Borussia Mönchengladbach | 70          | 17    |
| Duitsland   | 2005-2006 | Bundesliga              | Hertha BSC Berlin        | 10          | 0     |
| Duitsland   | 2006-2007 | Bundesliga              | Borussia Mönchengladbach | 6           | 0     |
| Oostenrijk  | 2007      | Bundesliga (Oostenrijk) | Austria Wien             | 7           | 0     |
| Tsjechië    | 2007-2009 | 1. česká fotbalová liga | FC Baník Ostrava         | 39          | 22    |
| Frankrijk   | 2009-2011 | Ligue 1                 | FC Sochaux               | 48          | 10    |
| Griekenland | 2011      | Super League            | → Panionios (huur)       | 11          | 1     |
| Tsjechië    | 2011-2015 | 1. česká fotbalová liga | FC Baník Ostrava         | 36          | 6     |

## Erelijst
| Topscorer Gambrinus liga | 1× | 2007/08 |